# 13989 Мурікабуші
13989 Мурікабуші (13989 Murikabushi) — астероїд головного поясу, відкритий 16 січня 1993 року.
Тіссеранів параметр щодо Юпітера — 3,441.